# Tisiè Gal
Tisiè Gal (en llatí: Tisienus Gallus) va ser un general romà del segle i aC.
Era partidari de Luci Antoni i de Fúlvia en l'anomenada guerra de Perusa contra Octavi August l'any 41 aC. Octavi va atacar Núrsia però Tisiè que tenia el comandament de la fortalesa, el va rebutjar. L'any 36 aC es va unir a Sext Pompeu a Sicília i li va aportar reforços, però després de la derrota de Sext Pompeu es va rendir a Octavi amb les tropes sota el seu comandament. En parlen Cassi Dió i Apià.